# Lippisch P.15
El Lippisch P.15 fue un proyecto de caza de reacción alemán de finales de la Segunda Guerra Mundial. Fue diseñado por Alexander Lippisch después de su inspección del nuevo Heinkel He 162, diseño que pensó que podría mejorar. Su rediseño del He 162 estaba compuesto por la sección frontal del mismo, las alas y la cola del Messerschmitt Me 163C, fuselaje trasero de diseño nuevo, y tren de aterrizaje adaptado del Messerschmitt Bf 109. El avión sería propulsado por un turborreactor Heinkel HeS 011A instalado en la parte trasera del fuselaje con dos entradas de admisión en las raíces alares.
El armamento previsto para este diseño consistía en dos cañones MK 108 de calibre 30 mm situados en los laterales del fuselaje y dos MG 151/20 de 20 mm en las alas. Nunca pasó de la fase de proyecto, aunque el diseño bien podría haber sido un caza de reacción competente, pero Lippisch nunca fue considerado un ingeniero aeronáutico de la talla de Willy Messerschmitt o Kurt Tank, lo que junto con el empeoramiento de la situación de guerra condenó al fracaso todos sus proyectos de finales de la guerra.

## Especificaciones

### Características generales
- Tripulación: 1 piloto
- Longitud: 6,4 m
- Envergadura: 10,08 m
- Planta motriz: 1× turborreactor Heinkel HeS 011A.

### Rendimiento
- Velocidad máxima operativa (Vno): 1.000 km/h

### Armamento
- Cañones: 4× 

  - 2× MK 108 de 30 mm en los laterales del fuselaje.
  - 2× MG 151/20 de 20 mm en las alas.